# مركز جامعة بريغهام يونغ في القدس
مركز جامعة بريغهام يونغ في القدس للدراسات الشرق الأدنى (يُشار إليه غالبًا باسم مركز جامعة بريغهام يونغ في القدس،)، هو مركز على جبل الزيتون في القدس الشرقية، هو حرم جامعي تابع لجامعة بريغهام يونغ (BYU)، أكبر جامعة دينية في الولايات المتحدة. يعد المركز تابعًا لكنيسة يسوع المسيح لقديسي الأيام الأخيرة، ويقدم منهجًا دراسيًا يركز على العهد القديم والعهد الجديد، ودراسات الشرق الأدنى القديم والحديث، واللغة (العبرية والعربية). تعتمد الدراسة في الفصول الدراسية على الرحلات الميدانية التي تغطي الأراضي المقدسة، والبرنامج مفتوح للطلاب الجامعيين المؤهلين بدوام كامل إما في جامعة بريغام يونغ، أو جامعة بريغام يونغ في أيداهو، أو جامعة بريغام يونغ في هاواي.
أعلن رئيس كنيسة يسوع المسيح لقديسي الأيام الأخيرة سبنسر دبليو كيمبال في عام 1979 عن خطط لبناء مركز للطلاب. بحلول عام 1984، حصلت الكنيسة على عقد إيجار للأرض لمدة 49 عامًا وبدأت البناء. وقد أدى الموقع البارز للمركز في أفق مدينة القدس إلى جذب انتباه اليهود المتشددين في إسرائيل إليه بسرعة. وقد أدت الاحتجاجات والمعارضة لبناء المركز من جانب اليهود الحريديم إلى جعل قضية بناء المركز قضية وطنية وحتى دولية. وبعد أن قامت عدة لجان تحقيق تابعة للكنيست الإسرائيلي بمراجعة ومناقشة القضية، قرر المسؤولون الإسرائيليون السماح باستمرار بناء المركز في عام 1986. تم افتتاح المركز للطلاب في مايو 1988 وتم افتتاحه من قبل هوارد دبليو هنتر في 16 مايو 1989. ولم تقبل الجامعة الطلاب من عام 2001 إلى عام 2006 بسبب المشاكل الأمنية خلال الانتفاضة الثانية ولكنها استمرت في توفير الجولات للزوار والحفلات الموسيقية الأسبوعية.

## تاريخ

### قبل المركز
كان أول مسؤول من كنيسة يسوع المسيح لقديسي الأيام الأخيرة يدخل مدينة القدس هو الرسول أورسون هايد، الذي جاء في عام 1841 وكرس الأرض لتجمع شعب إسرائيل، وإنشاء دولة يهودية، وبناء معبد كنيسة يسوع المسيح لقديسي الأيام الأخيرة في وقت ما في المستقبل. بعد زيارته، أصبح حضور كنيسة يسوع المسيح لقديسي الأيام الأخيرة في المدينة غير موجود تقريبًا. بحلول عام 1971، شهدت المدينة عددًا كافيًا من زوار كنيسة يسوع المسيح لقديسي الأيام الأخيرة لدرجة أن الكنيسة استأجرت مبنى في القدس الشرقية لإقامة الخدمات الكنسية. لعب برنامج الدراسة في الخارج التابع لجامعة بريغام يونغ إلى القدس، والذي بدأ في عام 1968، دورًا رئيسيًا في نمو عدد زوار كنيسة يسوع المسيح لقديسي الأيام الأخيرة إلى المنطقة. سرعان ما أصبح حضور كنيسة يسوع المسيح لقديسي الأيام الأخيرة في المنطقة كبيرًا جدًا بحيث لم تعد المساحة المستأجرة كافية لتوفير مساحة كافية للعبادة، لذلك بدأت الكنيسة في النظر في بناء مركز للطلاب. في عام 1972، أصبح ديفيد ب. جالبرث مديرًا لبرنامج جامعة بريغام يونغ في القدس. وظل في هذا المنصب حتى عام 1987 عندما طلبت منه الرئاسة الأولى للكنيسة تنظيم مركز جامعة بريغام يونغ في القدس.
في 24 أكتوبر 1979، زار رئيس كنيسة يسوع المسيح لقديسي الأيام الأخيرة سبنسر دبليو كيمبال القدس لتكريس حدائق أورسون هايد التذكارية، الواقعة على جبل الزيتون. وكانت الكنيسة قد تبرعت بالمال لتجميل منطقة القدس، وكان مسؤولون من الحكومة الإسرائيلية حاضرين في هذه المناسبة. وفي هذا الحفل أعلن كيمبال عن نية الكنيسة بناء مركز لطلاب جامعة بريغام يونغ في المدينة. استمرت المفاوضات بين الكنيسة والحكومة الإسرائيلية من عام 1980 إلى عام 1984. كانت الأرض التي أرادتها الكنيسة للمركز، والتي تقع على الحافة الشمالية الغربية لجبل الزيتون، بجوار الوادي الذي يفصله عن جبل المشارف، محتلة من قبل إسرائيل منذ حرب الأيام الستة عام 1967، ولا يمكن بيعها بموجب القانون الإسرائيلي. وقررت الكنيسة الحصول على عقد إيجار للأرض بدلا من ذلك. كما أن تأجير الأرض منع أيضًا المشكلة المثيرة للجدل سياسيًا المتمثلة في امتلاك الكنيسة لقطعة من أرض القدس. ورأى المسؤولون الإسرائيليون أن بناء المركز على هذه الأرض هو وسيلة لتعزيز السيطرة على الأراضي التي كانت ملكيتها غامضة بموجب القانون الدولي. بحلول أغسطس 1984، حصلت الكنيسة على الأرض بموجب عقد إيجار لمدة 49 عامًا، وتم الحصول على تصاريح البناء، وبدأ تشييد المبنى. 

### البناء والجدل

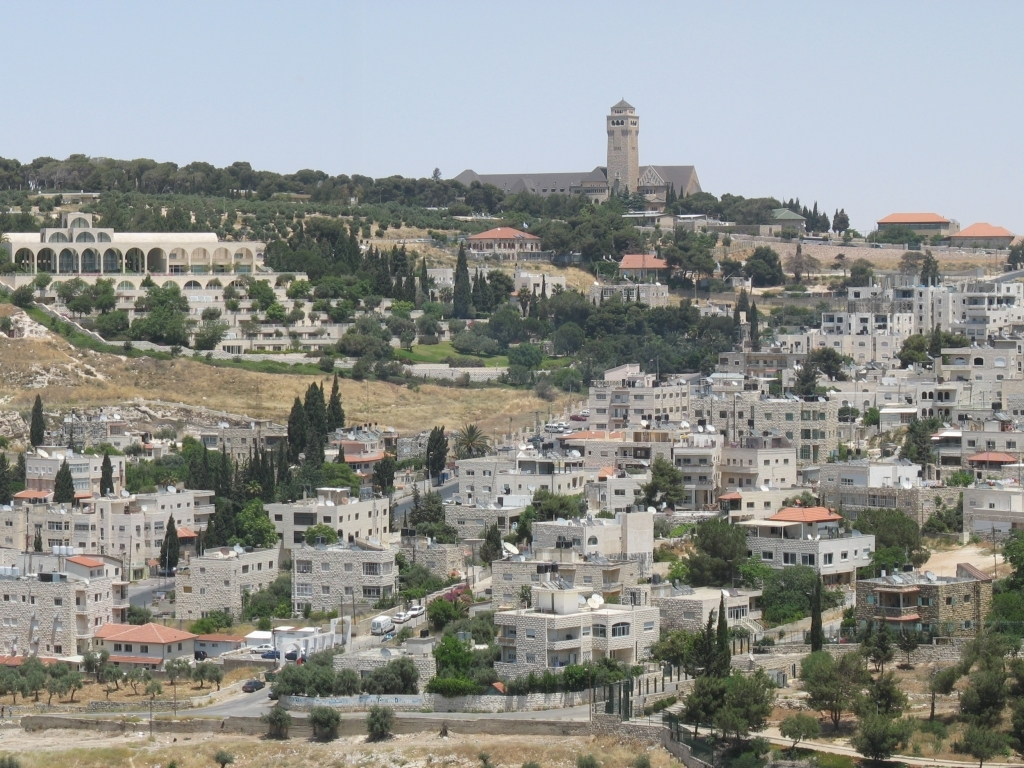
مركز جامعة بريغام يونغ المميز ذو الأقواس المتعددة في القدس (أعلى اليسار) وسط مباني القدس

لم تشهد ثمانينيات القرن العشرين وجود المورمون فحسب، بل شهدت أيضًا العديد من المجموعات المسيحية التي تتنافس على التمثيل والمساحة في المدينة. وواجهت هذه المجموعات معارضة مستمرة من أقلية سياسية قوية من اليهود الأرثوذكس الذين يعيشون في المدينة. ولم يتمكن أي من الحزبين السياسيين الرئيسيين في إسرائيل (حزب الليكود وحزب العمل) من تحقيق أغلبية الأصوات في الكنيست دون دعم من الأحزاب الأكثر تديناً. استغلت الأحزاب الدينية هذا الوضع لتمرير قوانين لصالح الأرثوذكسية اليهودية مقابل دعمها في قضايا أخرى. في ذلك الوقت، كان اليهود المحافظون، الذين يشكلون "اليمين الديني" في إسرائيل، أو الحريديم، يشكلون 27% من سكان القدس، وكانوا يعارضون بشدة بناء مركز جامعة بريغام يونغ في القدس أو أي مبنى مسيحي مماثل. وكانت الأحزاب الأكبر حجما تواجه خطر خسارة الأغلبية إذا وقفت في الاتجاه المعاكس بشأن هذه القضية. ومع ذلك، فإن العديد من المسؤولين الإسرائيليين، مثل رئيس بلدية القدس في ذلك الوقت، تيدي كوليك، إلى جانب آخرين حضروا حفل افتتاح حديقة أورسون هايد التذكارية، دعموا المركز بسبب ما فعلته الكنيسة للمدينة. صرح كوليك صراحةً بأن "وجود كنيسة المورمون في القدس يمكن أن يُسهم بشكل كبير في بناء جسر التفاهم بين العرب واليهود... لأن أعضاءها ينظرون إلى الجانبين بتعاطف وتفهم". كانت الأرض التي بُني عليها المركز لا تزال تُعتبر أرضًا عربية في نظر الكثيرين آنذاك، ورأى العديد من المسؤولين أن استئجارها سيُضفي على حكومتهم صورة التسامح الديني، ويزيد من سيطرة إسرائيل على الأرض.
وبسبب موقعها البارز في أفق مدينة القدس، تم ملاحظة البناء بسرعة، مما أثار جدلاً كبيراً في إسرائيل والعالم اليهودي ككل بدءًا من عام 1985. كان الحريديم على رأس المعارضة، وكان قلقهم الرئيسي هو أن المبنى لن يستخدم كمدرسة، بل كمركز لجهود التبشير المورمونية في القدس. حذر الحريديم من "محرقة روحية". لقد زعموا أن كنيسة يسوع المسيح لقديسي الأيام الأخيرة ليس لها وجود محلي بين سكان منطقة القدس ولا توجد لها روابط تاريخية بالأرض. نشرت المجموعة تحذيرات عبر الرسائل والصحف والتلفزيون بأن المبشرين المورمون سيحولون اليهود في جميع أنحاء المدينة، قائلين:
"تُعدّ منظمة المورمون من أخطر المنظمات، وقد قضوا بالفعل على العديد من اليهود في أمريكا. يتوخى المورمون الحذر حاليًا بسبب المعارضة الشديدة التي ستُثيرها أنشطتهم التبشيرية، ولكن حالما يُكتمل بناء مركزهم الجديد، لن نتمكن من إيقافهم." -- كول هاير

وأن:
"إن جوهر الجدل "العاطفي" و"المرير" الدائر في القدس هو ما إذا كان ينبغي لـصهيونية مسيحية، القائمة على التوقعات المسيحية الأخروية، أن تعمل في إسرائيل بمساعدة ودعم نشط من جانب السلطات الحكومية والبلدية، مثل المساعدة التي تقدم لجامعة بريغهام يونغ." -- أخبار اليهود في إنترماونتن 

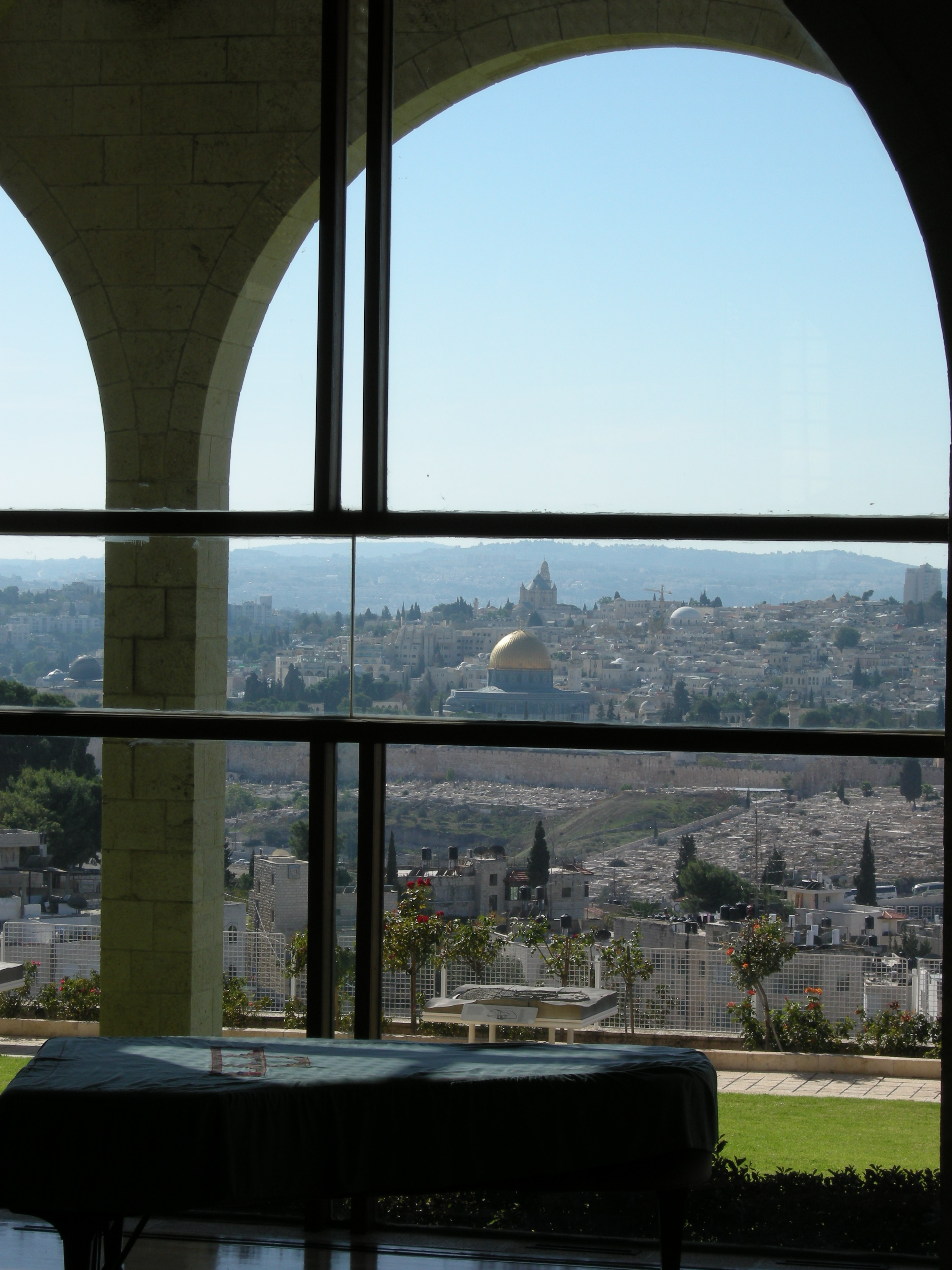
إطلالة على قبة الصخرة من داخل المركز

وأدت التحذيرات في وسائل الإعلام إلى اندلاع احتجاجات ومظاهرات في الشوارع. تظاهر اليهود الأرثوذكس في مبنى البلدية وموقع البناء في عام 1986. حتى أن بعضهم تجمعوا عند الحائط الغربي في صلاة عامة حدادًا على المركز. كما تجمعوا عند الفندق الذي كان يقيم فيه رئيس جامعة بريغام يونغ في وقت ما، حاملين لافتات كُتب عليها: "التحول هو قتل!" و"أيها المورمون، أوقفوا مهمتكم الآن". وعلى الرغم من شدة المعارضة الحريدية، فإن الاحتجاجات لم تتحول في أي لحظة إلى العنف الجسدي. في أواخر عام 1985، تقدم الحريديم بطلب حجب الثقة عن حزب العمل الرائد. وقد قام رئيس الوزراء شمعون بيريز بتنظيم لجنة مكونة من ثمانية أعضاء، أربعة مع المركز وأربعة ضده، لمناقشة القضية والتوصل إلى حل إما لصالح أو ضد وجود المركز. تم تشكيل لجنة أخرى للنظر في الادعاء بأن الأموال التي وضعتها الكنيسة في القدس كانت رشوة للحصول على دعم رئيس البلدية كوليك للمركز (وجدت اللجنة أن الكنيسة "غير مذنبة"). طلبت لجنة فرعية تابعة للكنيست من كنيسة يسوع المسيح لقديسي الأيام الأخيرة إصدار وعد رسمي بعدم تبشير اليهود. واعتبر بعض الإسرائيليين هذا الإجراء تمييزيا، حيث لم يُطلب من أي كنيسة مسيحية أخرى القيام بهذا في القدس. ومع ذلك، وافق زعماء الكنيسة على الامتثال وأرسلوا بيانًا رسميًا موقعًا بعد فترة وجيزة. ولكن بعض اليهود في المنطقة ما زالوا يشعرون بالقلق ويشككون في نوايا الكنيسة، معتقدين أن المعتقد الديني بين المورمون سوف يتفوق على الالتزام بالقانون. صرح أحد المحتجين بأن "تحويل أبناء يهوذا، أي نحن، هو جزء أساسي من إيمانهم... إنهم يعتبرون أنفسهم أبناء يوسف ويعتقدون أنه لن يكون هناك مجيء ثانٍ طالما لم نتحد نحن وهم".
بالإضافة إلى الوعد بعدم التبشير، بدأت جامعة بريغام يونغ حملة علاقات عامة لإعلام الجمهور بنواياها تجاه المركز كمدرسة ومكان تجمع لأولئك الذين ينتمون بالفعل إلى كنيسة يسوع المسيح لقديسي الأيام الأخيرة. تم شراء الإعلانات في الصحف المحلية والمجلات وعلى شاشة التلفزيون، وكان لدى المركز موظفون يظهرون في البرامج الحوارية الإذاعية. وبدأ المسؤولون الحكوميون المؤيدين للمركز أيضًا في التحدث علنًا، قائلين إن القدس لا ينبغي أن تحرم أي شخص من مكان للعبادة، سواء كان يهوديًا أو مسلمًا أو مسيحيًا. وقال وزير التخطيط الاقتصادي جاد يعقوبي إن المناقشة "تسببت بالفعل في أضرار جسيمة لإسرائيل"، كما صرح وزير الخارجية السابق أبا إيبان بأن "الممارسة الحرة للضمير والمعارضة في مجتمع ديمقراطي" أصبحت على المحك. تلقى المركز دعمًا أيضًا في الولايات المتحدة، حيث تحدث الرئيس السابق جيرالد فورد نيابةً عن المركز، وكذلك المجلس اليهودي المتحد في يوتا، الذي كتب رسالةً تنص على أنه "لأكثر من مائة عام، تعايشت المجتمعات اليهودية وكنيسة يسوع المسيح لقديسي الأيام الأخيرة في وادي سولت ليك بروح من الصداقة والوئام الحقيقيين. وقد أثبتت تجربتنا أنه عندما يلتزم قادة كنيسة يسوع المسيح لقديسي الأيام الأخيرة بسياسة ما، يكون ذلك التزامًا يمكن الاعتماد عليه. إن التزام جامعة بريغهام يونغ المعلن بعدم انتهاك قوانين دولة إسرائيل، أو التزامها الخاص فيما يتعلق بالتبشير في دولة إسرائيل من خلال منشأة بريغهام يونغ في القدس، هو التزام نعتقد بصدق أنه سيتم الوفاء به." كما أصبحت حكومة الولايات المتحدة وسيطًا لجامعة بريغهام يونغ حيث أصدر 154 عضوًا في الكونجرس رسالةً إلى الكنيست لدعم مركز جامعة بريغهام يونغ في القدس. وفي عام 1986، وافق الكنيست على استكمال بناء المركز.

### الافتتاح والتكريس
انتقل الطلاب إلى المركز في 8 مايو 1987. ظلت المدرسة غير مكتملة، لكن طوابق السكن كانت مكتملة. كان الطلاب يقيمون سابقًا في كيبوتس رامات راحيل. في عام 1988، قبل افتتاح المركز، اشتكى عدد قليل من سكان القدس من أن ترتيب النوافذ في الليل يشبه الصليب المسيحي. قام المركز بشراء الستائر وترتيبها بعناية فوق النوافذ حتى لا تظهر مثل هذه العلامة. لا يستخدم أعضاء كنيسة يسوع المسيح لقديسي الأيام الأخيرة رمز الصليب كما تفعل الطوائف المسيحية الأخرى، وذلك بسبب تركيزهم على قيامة المسيح وليس موته.
تم افتتاح المركز في 16 مايو 1989، من قبل هوارد دبليو هنتر، رئيس هيئة الرسل الاثني عشر. كان حفل التكريس صغيرًا، حيث قررت الكنيسة عدم الإعلان عنه حتى مرور شهر. ولم ترغب الكنيسة في أن يثير الاحتفال الكبير قلق المعارضين للمركز، الذين ربما اعتبروه تجمعا دينيا. وكان من بين الحاضرين توماس إس. مونسون، المستشار الثاني في الرئاسة الأولى لكنيسة يسوع المسيح لقديسي الأيام الأخيرة، وبويد كيه. باكر، عضو آخر في هيئة الرسل الاثني عشر بالكنيسة، بالإضافة إلى رئيس جامعة بريغام يونغ جيفري آر هولاند. كان روبرت سي تايلور، مدير برنامج دراسة السفر في جامعة بريغام يونغ، حاضرًا في الحفل، وصرح في مقابلة مع صحيفة الكون اليومي أن تكريس المبنى كان يركز فقط على الجانب التعليمي للمدرسة، وكذلك "لأي أغراض [يخبئها الرب]" في المستقبل. صرح تايلور أن الكنيسة ستحترم قوانين البلاد والتزامها بعدم التبشير.

### إغلاقات المركز
بعد اندلاع الانتفاضة الثانية، أصبح الحفاظ على الأمن لطلاب جامعة بريغام يونغ أكثر صعوبة على نحو متزايد، وأغلق المركز أمام الطلاب إلى أجل غير مسمى في عام 2000. وأفادت مصادر في جامعة بريغهام يونغ أن موظفي المركز ظلوا في موقعهم أثناء القتال وتمكنوا من الحفاظ على علاقات جيدة مع الجانبين الإسرائيلي والفلسطيني. ومع استمرار المفاوضات لوقف القتال، اقترح أحد المستوطنات أن يكون مركزها داخل حدود الدولة الفلسطينية المقترحة (ومع ذلك، لم يكن هذا هو الاقتراح الذي اتفق عليه الجانبان في النهاية). بينما كان مغلقًا أمام الطلاب، ظل المركز مفتوحًا للزوار والحفلات الموسيقية.
في 9 يونيو 2006، أعلن المسؤولون عن نيتهم إعادة فتح مركز القدس للفصل الدراسي الخريفي 2006. لكن تصاعد العنف في المنطقة منذ الصراع الإسرائيلي اللبناني عام 2006 أحبط هذه الخطط وأثار مخاوف جديدة بشأن سلامة الطلاب في المنطقة. وقرر مسؤولو المدرسة أن المركز سيظل مغلقًا حتى يتم حل النزاع. خلال هذا الوقت، تم "نقل" بعض أعضاء كنيسة يسوع المسيح لقديسي الأيام الأخيرة في شمال إسرائيل "طواعية" إلى المركز، بعيدًا عن ضربات الصواريخ الحدودية. أعلن مسؤولو جامعة بريغام يونغ في 9 أكتوبر 2006، أن المركز سيعاد افتتاحه للبرامج الأكاديمية للطلاب للفصل الدراسي الشتوي 2007. كان البرنامج الأولي يقتصر على 44 طالبًا فقط. حاليًا، يشارك أكثر من 80 طالبًا في كل فصل دراسي. ويظل المركز مفتوحًا للفصول الدراسية المستقبلية.

## المرافق والهندسة المعمارية

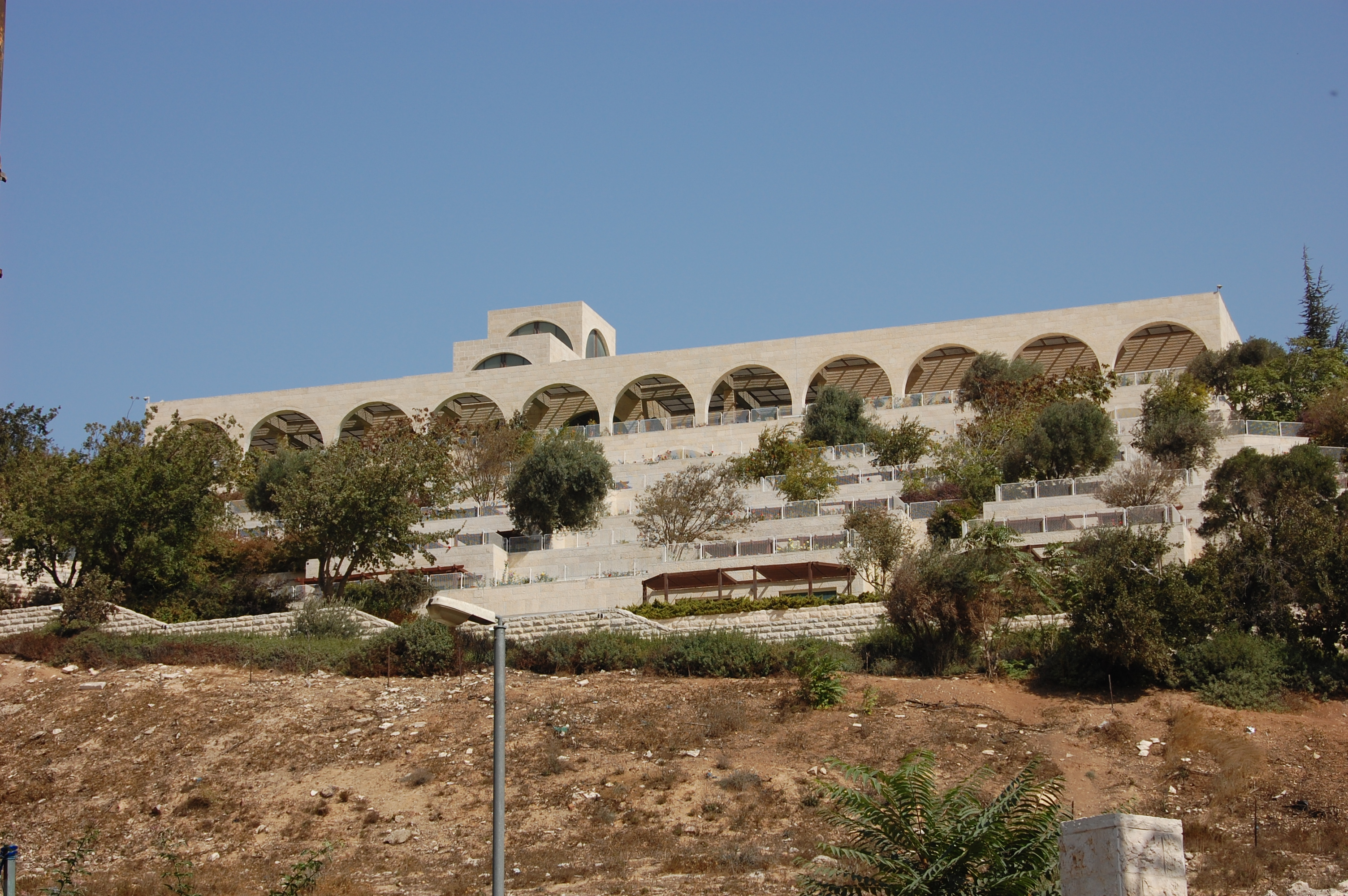
المبنى كما يظهر من الأسفل

صمم المركز بالشراكة مع فرانك فيرجسون من مهندسو FFKR (سولت ليك سيتي) والمهندس المعماري البرازيلي الإسرائيلي ديفيد ريسنيك، الذي صمم أيضًا الحرم الجامعي القريب للجامعة العبرية. يقع المركز على المنحدر الغربي لجبل الزيتون، في مكان اتصاله بجبل المشارف، ويطل على وادي قدرون والبلدة القديمة. تبلغ مساحة المبنى 125,000-قدم-مربع (11,600 م2)، يقع الهيكل المكون من ثمانية مستويات وسط 5 أكر (2.0 ها) من الحدائق. توفر المستويات الخمسة الأولى أماكن للإقامة والشقق لما يصل إلى 170 طالبًا، ولكل من هذه الشقق فناء يطل على المدينة القديمة. ويضم المستوى السادس كافتيريا وقاعات دراسية ومرافق كمبيوتر وصالة ألعاب رياضية، في حين تقع المكاتب الإدارية وأعضاء هيئة التدريس في المستوى السابع، إلى جانب قاعة تتسع لـ 250 مقعدًا. يقع المدخل الرئيسي في المستوى الثامن، والذي يحتوي أيضًا على قاعة حفلات وفعاليات خاصة مع أورغن وقاعات محاضرات ومكتبات عامة واحتياطية ومكاتب ومسرح مقبب ومنطقة موارد تعليمية. يحيط بهذه القاعة زجاج من ثلاث جهات، مما يوفر إطلالات على المدينة. العضو الموجود بداخله هو عضو ماركوسن مصنوع في الدول الاسكندنافية. تحتوي المكتبة المذكورة في نفس الطابق الذي يقع فيه القاعة على ما بين 10,000 إلى 15,000 مجلد تركز بشكل كبير على الشرق الأدنى.
يعكس تصميم المركز الهندسة المعمارية للشرق الأدنى. يتم بناؤه من الخرسانة المصبوبة. يزدان المبنى بالحجر الجيري المنحوت يدويًا في القدس، وفقًا للعادات المحلية. إن استخدام الأقواس والقباب يشبه إلى حد كبير المباني الأخرى في القدس، وتحتوي الحدائق المنتشرة في جميع أنحاء المركز على العديد من الأشجار والنباتات الأخرى المذكورة في الكتاب المقدس. يحتوي الجزء الداخلي على الأقواس والقباب النموذجية للشرق الأدنى، وتوفر الأجنحة الكبيرة ذات النوافذ إطلالات واسعة على القدس.
تم حفر أكثر من 400 ميكروبيل في الجبل لتأمين الأساس في حالة وقوع زلزال. ويحتوي المبنى أيضًا، وفقًا للقانون الإسرائيلي، على ملاجئ قادرة على استيعاب جميع أعضاء هيئة التدريس والموظفين والطلاب في حالة الطوارئ.

## البحث والتعليم
لعب مركز القدس دوراً في البحث في مخطوطات البحر الميت بالتعاون مع مؤسسة مخطوطات البحر الميت في القدس. قاموا بتطوير قاعدة بيانات شاملة على أقراص مضغوطة تحتوي على محتويات المخطوطات، مما مكّن الباحثين في جميع أنحاء العالم من دراستها.
يقدم المركز منهجًا دراسيًا يركز على العهد القديم والعهد الجديد، ودراسات الشرق الأدنى القديم والحديث، واللغة (العبرية والعربية). تعتمد الدراسة في الفصول الدراسية على الرحلات الميدانية التي تغطي الأراضي المقدسة، والبرنامج مفتوح فقط للطلاب الجامعيين المؤهلين بدوام كامل في جامعة بريغام يونغ، أو جامعة بريغام يونغ في أيداهو، أو جامعة بريغام يونغ في هاواي.
يقوم المركز بتدريس الفصول الدراسية في فصول دراسية مدتها أربعة أشهر تقام ثلاث مرات في السنة. تبلغ تكلفة الفصل الدراسي الواحد 10,815 دولارًا. يُطلب من الطلاب اجتياز دورة توجيهية صغيرة عبر الإنترنت قبل الدخول إلى المركز ويتم إجراء مقابلات فردية معهم. تنص متطلبات التقديم على أن الطلاب يجب أن يكونوا قد حضروا فصلين دراسيين على الأقل (بما في ذلك الفصل الدراسي الذي يسبق الرحلة إلى الخارج مباشرة) في جامعة بريغام يونغ، أو جامعة بريغام يونغ في هاواي، أو جامعة بريغام يونغ في أيداهو، وأن يكون لديهم معدل تراكمي لا يقل عن 2.5، وأن يوقعوا على اتفاقية بعدم التبشير. لا يُسمح للطلاب المتزوجين بالحضور.

## مهمة

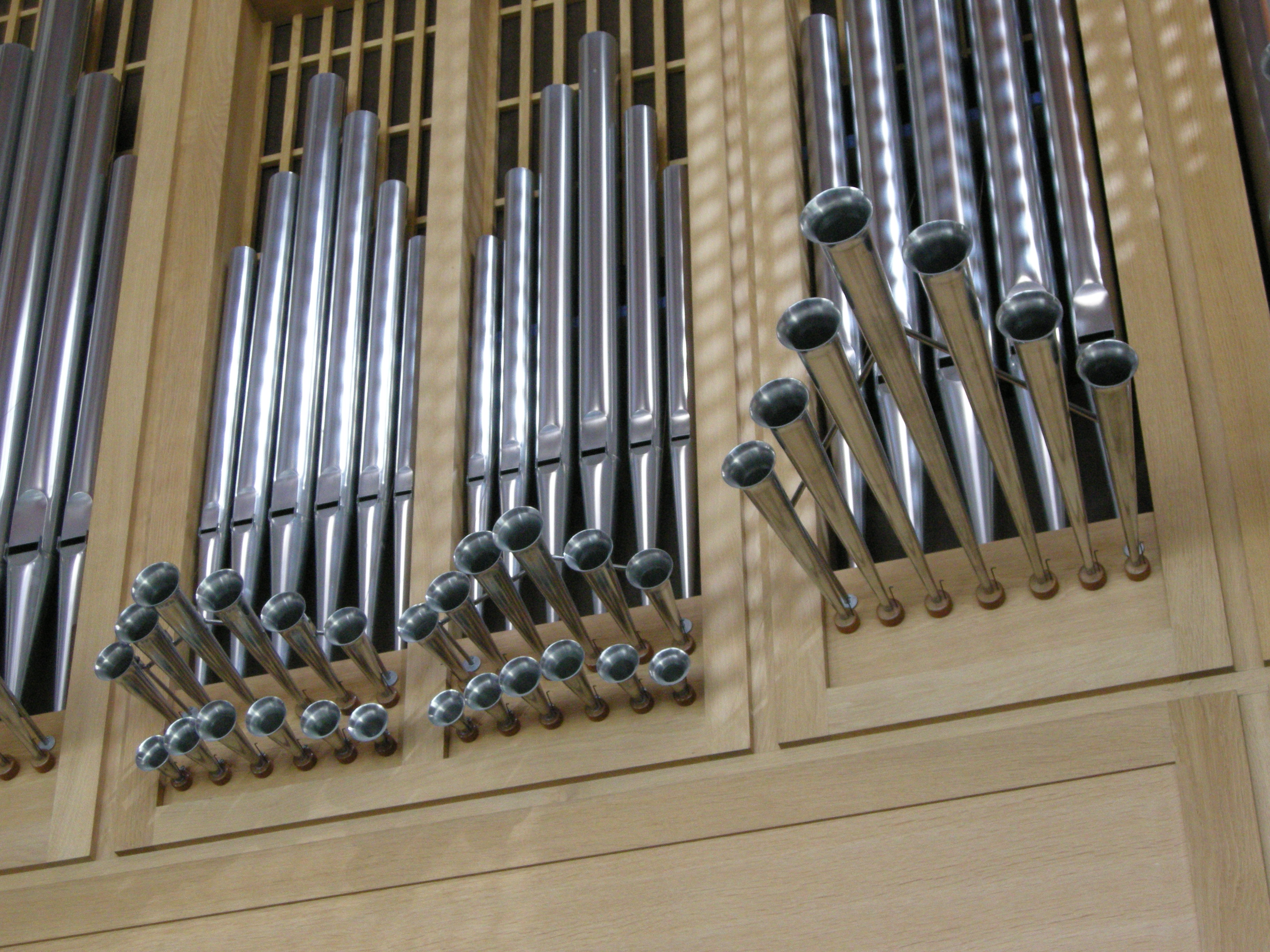
الأورغن الأنبوبي داخل المركز

يعتقد أعضاء كنيسة يسوع المسيح لقديسي الأيام الأخيرة أن يسوع المسيح سيعود في المجد في مجيئه الثاني. وأشار هوارد دبليو هنتر، الذي كان رئيسًا لهيئة الإثني عشر التابعة للكنيسة في وقت بناء المركز، إلى أنه على الرغم من أنه لن يكون هناك تبشير من المركز، فإنه لا يزال يخدم غرضًا قيمًا. اقتبس أحد أعضاء الكنيسة عنه بهذه الطريقة: "قال الشيخ هانتر إن مهمتنا لم تكن الحصاد، وربما لم تكن حتى الزراعة، بل إزالة بضعة أحجار أخرى." غالبًا ما يرى قديسي الأيام الأخيرة المركز كوسيلة لهم لإظهار لليهود المحليين ما تدور حوله الكنيسة من خلال المثال، بدلاً من التبشير. ويتم ذلك من خلال الطريقة التي يعيش بها الطلاب وأعضاء هيئة التدريس في المركز حياتهم، وكذلك من خلال توظيف العمال الإسرائيليين والفلسطينيين، كمثال على ما يمكن القيام به من خلال التعاون. على سبيل المثال، أثناء بناء المركز، قامت الكنيسة بتوظيف ما يصل إلى 300 عامل في وقت واحد، وكان حوالي 60٪ منهم عربًا و40٪ آخرين من اليهود. ويستمر التعاون المماثل حتى يومنا هذا.
ويسعى المركز أيضًا إلى تحقيق أهداف بيان مهمة جامعة بريغهام يونغ، "لمساعدة الأفراد في سعيهم لتحقيق الكمال والحياة الأبدية" وكذلك في مساعيهم التعليمية. يهدف المركز إلى منح الطلاب ليس فقط تجربة تعليمية من خلال تجربة الثقافات واللغات بشكل مباشر، ولكن أيضًا تجربة روحية من خلال اصطحابهم إلى مواقع الأحداث الكتابية وتشجيعهم على عيش حياتهم بطريقة مسيحية.

## روابط خارجية
- مركز جامعة بريغهام يونغ في القدس
- مؤسسة مخطوطات البحر الميت

- معجزة مركز القدس لدراسات الشرق الأدنى - عرض شرائح لبناء المركز والاحتجاجات.